# Trauma zastępcza
Trauma zastępcza (ang. vicarious trauma, vicarious traumatization, skr. VT, także: trauma zapożyczona, zmęczenie współczucia, wtórny zespół stresu pourazowego) – termin opisujący zjawisko, którego doświadczają osoby związane z opieką nad ludźmi, którzy ulegli traumatyzacji (np. psychoterapeuci, pracownicy socjalni, trenerzy społeczni, ale też dziennikarze, czy ratownicy medyczni i strażacy).
Pojęcie zdefiniowały w latach 90. XX wieku Lisa McCann i Laurie Pearlman, badaczki pracujące z ofiarami traumy i różnego rodzaju nadużyć. Zastępczą traumę zdefiniowały jako naturalny proces powstawania u terapeutów i osób profesjonalnie pomagających negatywnych reakcji na doświadczenia traumy relacjonowane przez ich podopiecznych, pozwalający na współprzeżywanie narracji poszkodowanych. Charles Figley w 1995 zdefiniował temat jako naturalne zachowania i emocje, będące skutkiem traumatycznych doświadczeń doznanych pod wpływem silnego stresu, związanego z udzielaniem pomocy osobom po traumie, czyli swojego rodzaju koszt opieki nad ofiarami różnych zdarzeń. Może on obejmować m.in. myśli natrętne, natarczywe wspomnienia, bezsenność, koszmary senne, drażliwość, problemy z koncentracją, czy nagłe wybuchy złości.
Doradcy pracujący z osobami, które przeżyły traumę, mogą doświadczać zastępczej traumy z powodu wykonywanych obowiązków. Jest to emocjonalna pozostałość po ekspozycji profesjonalnie pomagających na usłyszane historie o traumie i związane z nimi współdoświadczenie bólu, strachu i terroru, które przeżyły osoby straumatyzowane, przy czym nie jest to zjawisko tożsame z wypaleniem zawodowym. Trauma zapożyczona jest stanem napięcia i zaabsorbowania historiami oraz doświadczeniami traumy opisanymi przez klientów i ich otoczenie. Pomagający mogą doświadczać tego stanu na kilka sposobów od odrętwienia, dystansowania się, po stan permanentnego podniecenia. Charles Figley zauważył natomiast, że u psychoterapeuty, który słucha drastycznych, powtarzających się opisów złych zdarzeń z życia pacjentów, mogą pojawić się symptomy wtórnego zaburzenia po stresie traumatycznym (secondary traumatic stress disorder, STSD).
Rozmowy, czy wywiady z ofiarami i ocalonymi z sytuacji traumatycznych oraz bycie świadkiem traumatycznych wydarzeń (dotyczy to m.in. dziennikarzy) mogą prowadzić do powstania wtórnej traumy. Jej symptomy mogą trwać przez kilka miesięcy, a nawet lat, ewentualnie pojawiać się i znikać nieoczekiwanie, sprowokowane przez wydarzenia przypominające o tragicznym epizodzie z przeszłości. Terapeuci pracujący dłużej z ofiarami gwałtów mogą odczuwać odrazę do sprawców gwałtów, a w skrajnych przypadkach nawet do ogółu mężczyzn. Inni, pracujący z ofiarami różnych przestępstw z użyciem przemocy, mogą odczuwać lęk o własne bezpieczeństwo.
W kontekście działań humanitarnych, takich jak pomoc ofiarom wojny w Ukrainie, trauma pośrednia może pojawiać się u wolontariuszy bez wcześniejszego przygotowania psychologicznego. Badania wskazują, że osoby te narażone są na chroniczne napięcie emocjonalne, wynikające z kontaktu z relacjami o przemocy, śmierci i cierpieniu. U części badanych zaobserwowano objawy tożsame z zaburzeniami lękowymi, depresyjnymi i stresem pourazowym, mimo że same nie przeżyły bezpośrednio wydarzeń traumatycznych.
Z kolei wśród profesjonalistów udzielających wsparcia psychicznego osobom po traumie, pojawiają się mechanizmy pośredniego obciążenia emocjonalnego, związane z empatią i poznawczym przetwarzaniem cudzych doświadczeń. Wysoki poziom empatii może zwiększać podatność na wtórny stres traumatyczny, ale jednocześnie zdolność do refleksyjnego analizowania cudzej traumy może pełnić funkcję ochronną. Zjawisko to różni się od klasycznego PTSD – ma charakter akumulacyjny, rozwija się stopniowo i często towarzyszy mu zjawisko wypalenia zawodowego.
Do najczęściej stosowanych działań terapeutycznych w procesie zapobiegania powstawaniu zaburzeń związanych ze zdarzeniami traumatyzującymi należy debriefing, czyli ustrukturyzowane spotkanie organizowane po akcji ratunkowej, czy procesie pomocowym, skoncentrowane na rekonstrukcji danego zdarzenia i omówieniu jego wszelkich aspektów.